# كارولينا سويد أورنيبورج
كارولينا سويد أورنيبورج (بالبولندية: Karolina Szwed-Ørneborg) مواليد 23 أبريل 1989 في غدانسك، هي لاعبة كرة يد بولندية. مثلت منتخب بولندا لكرة اليد للسيدات.

## سجل المنافسة
شاركت في البطولات التالية:
- بطولة العالم لكرة اليد للسيدات 2013